# Николај Кузњецов (адмирал)
Николај Герасимович Кузњецов (24. јул 1904, Медведки — 6. децембар 1974, Москва) био је совјетски поморски официр који је стекао чин Адмирал флоте Совјетског Савеза и комесар ратне морнарице током Другог светског рата.
Руски носач авиона је добио име у његову част.

## Порекло и раније године
Николај Герасимович Кузњецов је рођен у породици сељака цивилног српског порекла у селу Медведки у Котласког Округа у Архангелској области.